# Nagatoro

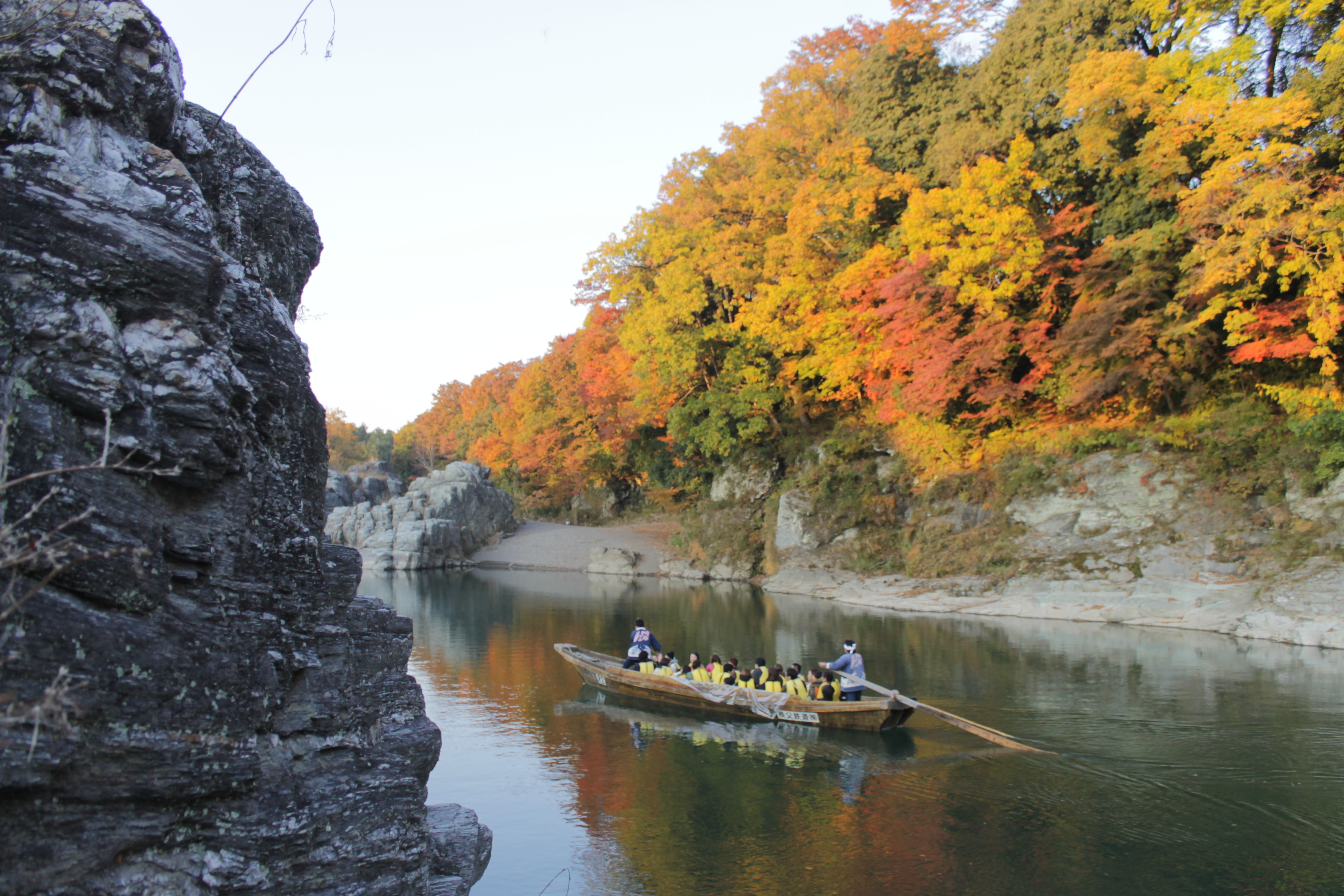

Nagatoro (長瀞町?) è una cittadina giapponese della prefettura di Saitama.